# コーチャンフォー
コーチャンフォー（英: coach-and-four）は、北海道釧路市に本社のあるリラィアブルが展開している複合商業施設。「coach-and-four」とは「四頭立ての馬車」という意味である 。4部門（書籍、文房具、音楽・映像、飲食）を表している。

## 概要
「コーチャンフォー」は郊外型の店舗を構えることで幅広い品揃えを提供し、複合店にすることでより多くの消費需要を取り込むことを行っている。家族連れで訪れることができ、店舗内の滞留時間も長い。飲食部門にはイートインで日本国内最大級の広さと座席数を誇る店舗が複数ある。
全ての店舗で電子マネーの楽天Edy、QUICPay、iD、Suica、Kitaca、WAON、nanacoによる決済を取り扱っている。

## 沿革
- 1997年（平成9年）10月9日 - 美しが丘店、開店[6]。
- 2001年（平成13年）10月1日 - 釧路店、開店[6]。
- 2004年（平成16年）9月27日 - ミュンヘン大橋店、開店[6]。
- 2007年（平成19年）3月15日 - 新川通り店、開店[6]。
- 2010年（平成22年）9月13日 - 旭川店、開店[6]。
- 2011年（平成23年）10月14日 - 北見店、開店[6][7]。
- 2014年（平成26年）10月8日 - 首都圏初進出となる若葉台店（東京）、開店[6][8][9]。
- 2019年（令和元年）8月 - コーチャンフォー全店舗およびリラブ全店舗におけるレンタル事業の終了を決定。リラブ運動公園通り店以外の全店舗レンタル・コーナー閉店。暫定的に唯一のレンタル継続店舗となっていたリラブ運動公園通り店のレンタル・コーナーも2020年（令和2年）1月中旬に閉店。
- 2022年（令和4年）10月 - つくば店（茨城）、開店[10][11]。

## 店舗

### コーチャンフォー
美しが丘店
- 〒004-0811 北海道札幌市清田区美しが丘1条5丁目（国道36号沿い、北海道中央バス「里塚中央」バス停から徒歩約7分）
- 大型書店
- 飲食コーナー：ミスタードーナツ（フランチャイズ加盟）
- 駐車場：大型駐車場有
- 営業時間：9:00 - 23:00、年中無休
- コーチャンフォーで唯一、2階にもフロアがある。
- 2Fコーチャンフォーマルシェ内にて成城石井の一部商品を取り扱う。

ミュンヘン大橋店
- 〒062-0921 北海道札幌市豊平区中の島1条13丁目1-1（ミュンヘン大橋、じょうてつバス「平岸中学校前」バス停そば）
- 大型書店
- 飲食コーナー：ミスタードーナツ（フランチャイズ加盟）。座席数は180席あり、日本国内最大規模の店舗となっている[4]。
- 駐車場：750台
- 営業時間：9:00 - 23:00、年中無休
- コーチャンフォーマルシェ内にて成城石井の一部商品を取り扱う。

新川通り店
- 〒001-0923 北海道札幌市北区新川3条18丁目1-1（新川通沿い、北海道中央バス「天狗橋」バス停から徒歩約3分）
- 大型書店
- 飲食コーナー：インターリュード（直営店舗カフェ&レストラン）[12]。
- 駐車場：780台
- 営業時間：9:00 - 23:00、年中無休
- 売り場面積8,600 m²（書籍コーナー4,100 m²、文具コーナー2,200 m²）。コーチャンフォーの中でも最大規模の店舗かつ日本国内最大規模の書店の1つとなっている[13]。
- コーチャンフォーマルシェ内にて成城石井の一部商品を取り扱う。

釧路店
- 〒085-0813 北海道釧路市春採7丁目1-24（くしろバス「コーチャンフォー」バス停そば）
- 大型書店
- 飲食コーナー：ミスタードーナツ（フランチャイズ加盟）
- ゲームソフトショップ
- コーチャンフォーマルシェ内にて、成城石井の一部商品を取り扱う。
- ミュージックコーナー
- 携帯ショップ（日専連釧路系列企業のテナント入居）
  - 2019年8月30日に閉店した旧レンタルコーナー（「TSUTAYA」フランチャイズ加盟）フロア跡を利用。
- 大型駐車場有
- 営業時間：9:00 - 23:00、年中無休
- コーチャンフォーの前身となるCDショップ「サウンドキングス」（1992年オープン。事業主はリラィアブル）からの店舗である為、コーチャンフォー発祥の店としている[14]。サウンドキングスの形態を引き継いでいることもあり、コーチャンフォーの中で唯一ゲームソフトショップがある店舗になっている。
- コミュニティ放送局のエフエムくしろが店舗2階に入居している[15]。

旭川店
- 〒078-8391 北海道旭川市宮前1条2丁目4-1（北彩都あさひかわ）
- 大型書店
- 併設店：ドトールコーヒー（フランチャイズ加盟）。座席数138席はオープン当初日本国内最大であった[4]。
- 駐車場：620台
- 営業時間：9:00 - 23:00、年中無休
- コーチャンフォーマルシェ内にて成城石井の一部商品を取り扱う。

北見店
- 〒090-0012 北海道北見市並木町521（国道39号沿い、北海道北見バス「柏陽高校」バス停から徒歩約6分）
- 大型書店
- 飲食コーナー：ドトールコーヒー（フランチャイズ加盟）。座席数136席[4]。
- 駐車場：450台
- 営業時間：9:00 - 23:00、年中無休

若葉台店
- 〒206-0824 東京都稲城市若葉台2丁目9-2（京王相模原線若葉台駅から徒歩5分、小田急多摩線はるひ野駅から徒歩12分）
- 大型書店
- 飲食コーナー：ドトールコーヒー（フランチャイズ加盟）。座席数226席は日本国内最大。
- 駐車場：605台（【駐車料金】1時間まで無料。商品購入の際は4時間まで無料）
- 駐輪場：330台
- 営業時間：9:00 - 23:00、年中無休

つくば店
- 〒305-0816 茨城県つくば市学園の森3丁目50-7（つくばエクスプレス研究学園駅から約2km）
- 大型書店
- 飲食コーナー：ドトールコーヒー（フランチャイズ加盟）。座席数178席。
- 駐車場：530台
- 駐輪場：50台
- 営業時間：9:00 - 21:00、年中無休

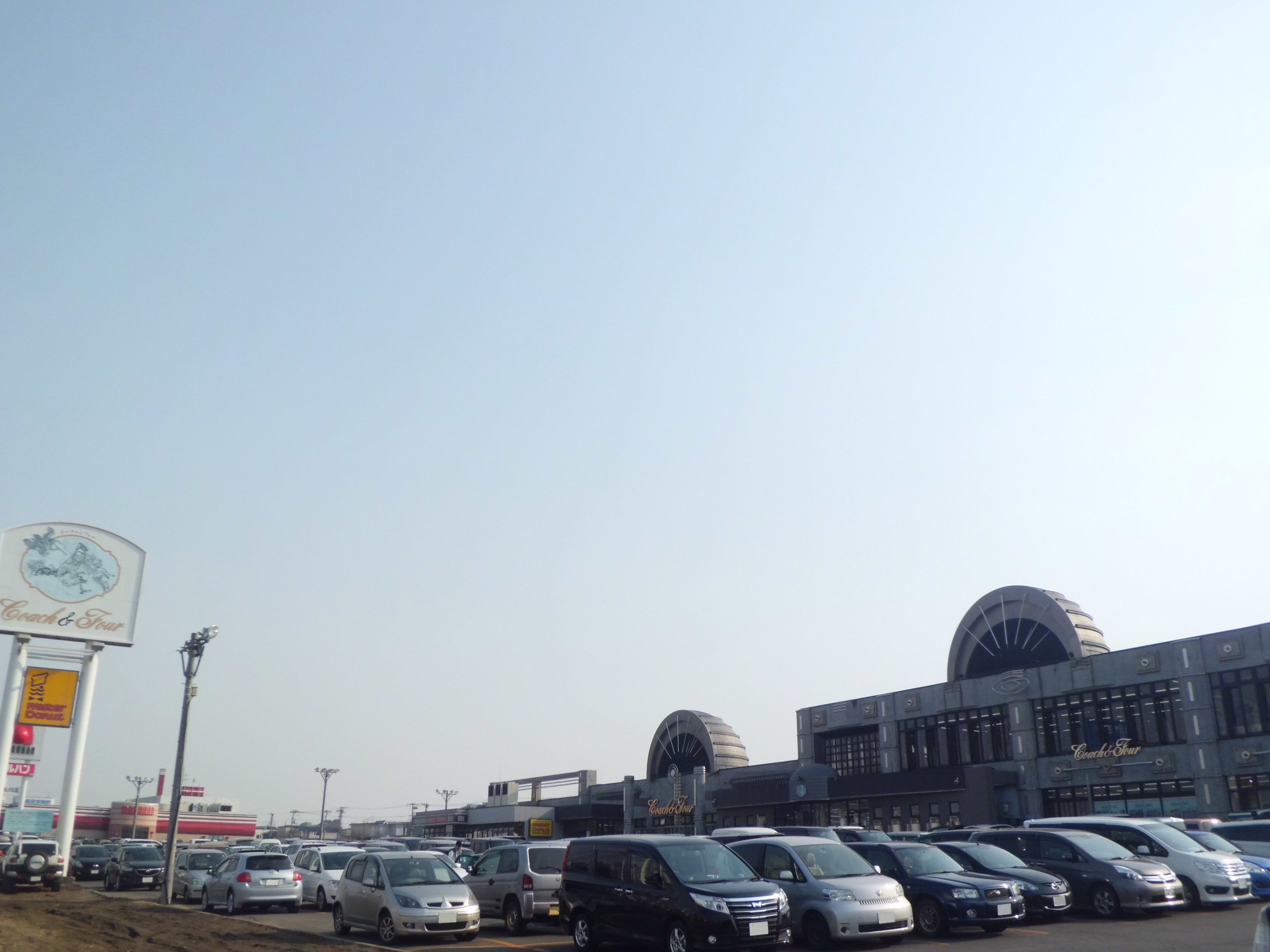
美しが丘店（2015年3月）
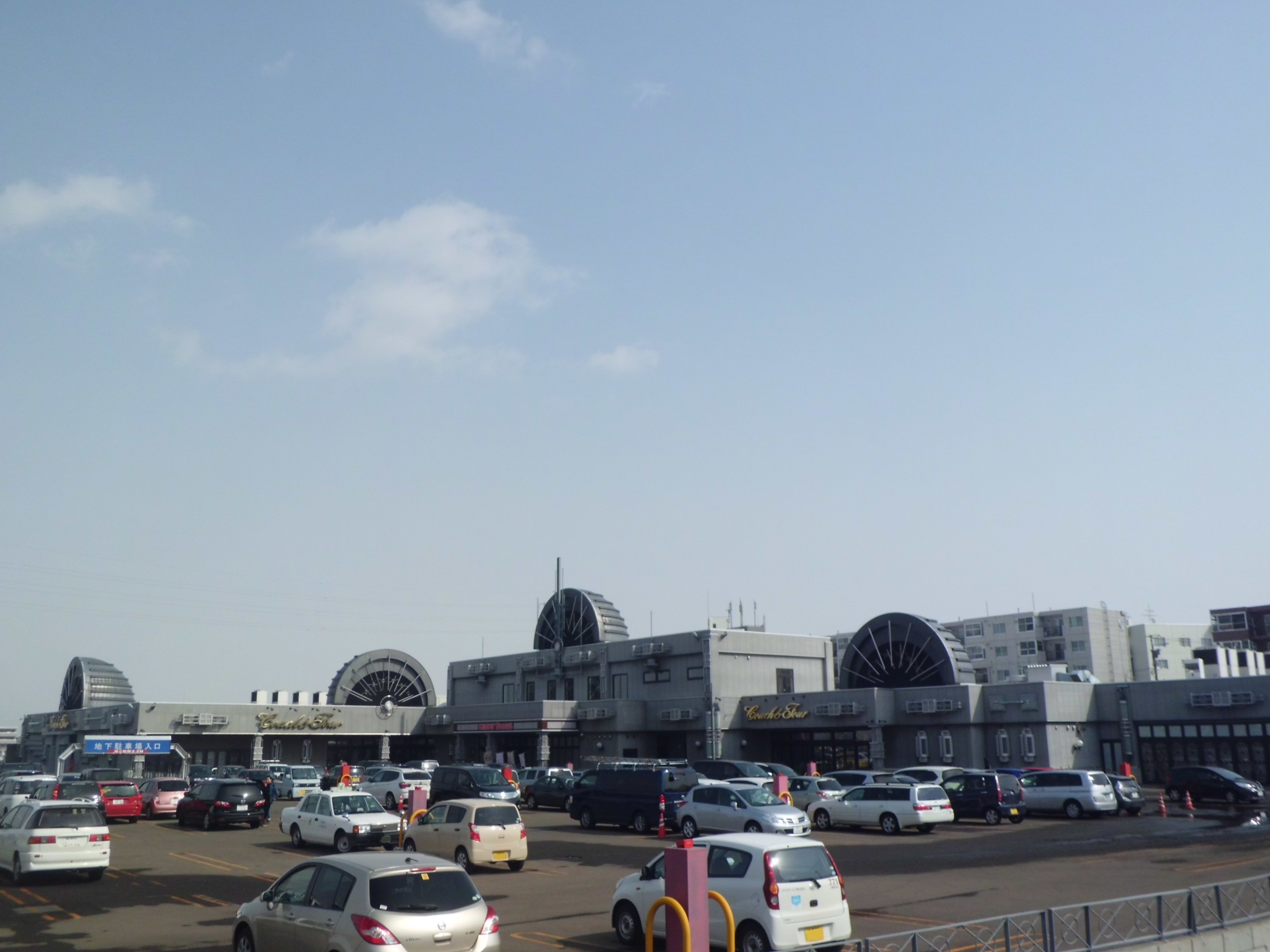
ミュンヘン大橋店（2015年3月）
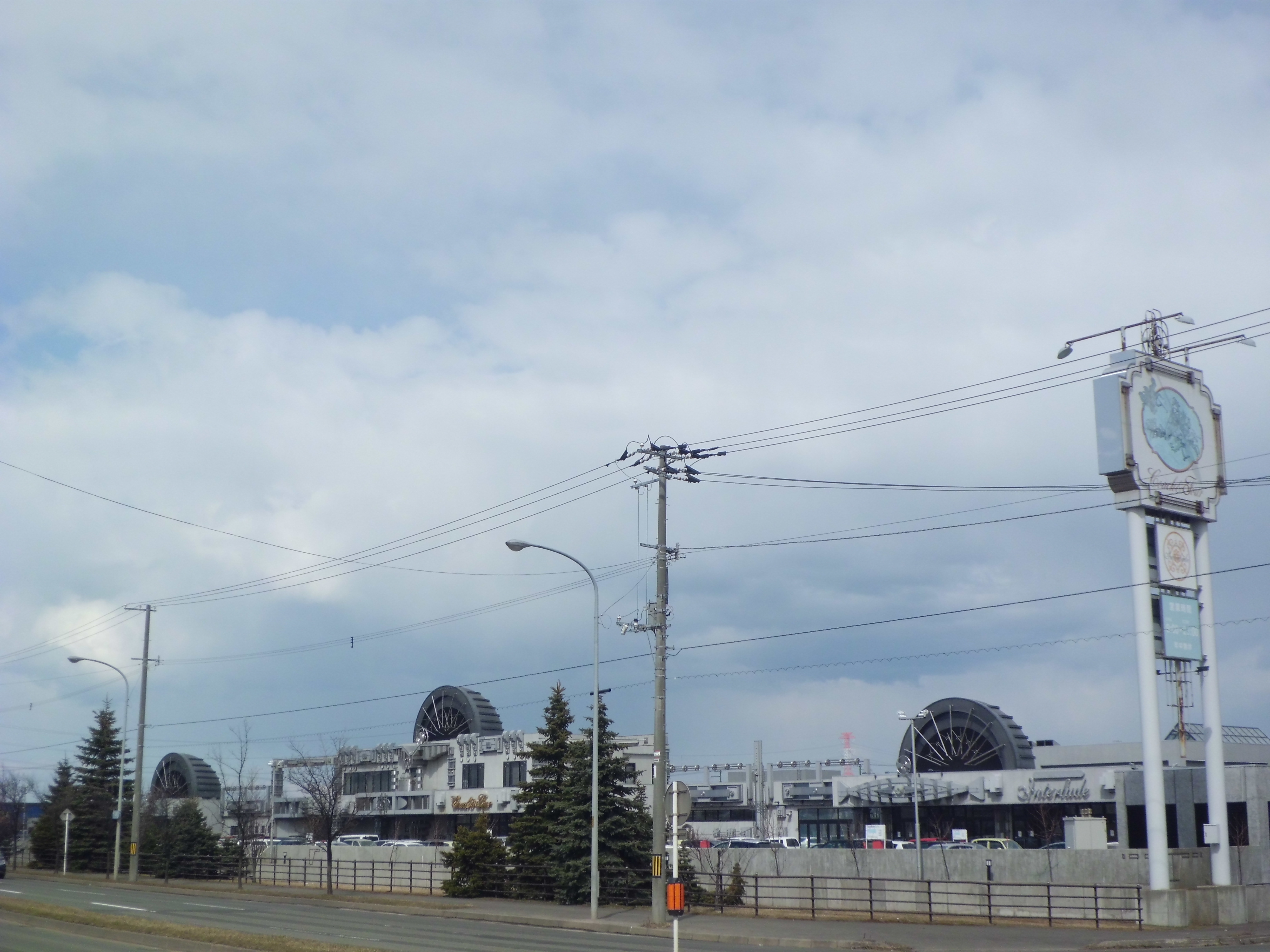
新川通り店（2015年3月）
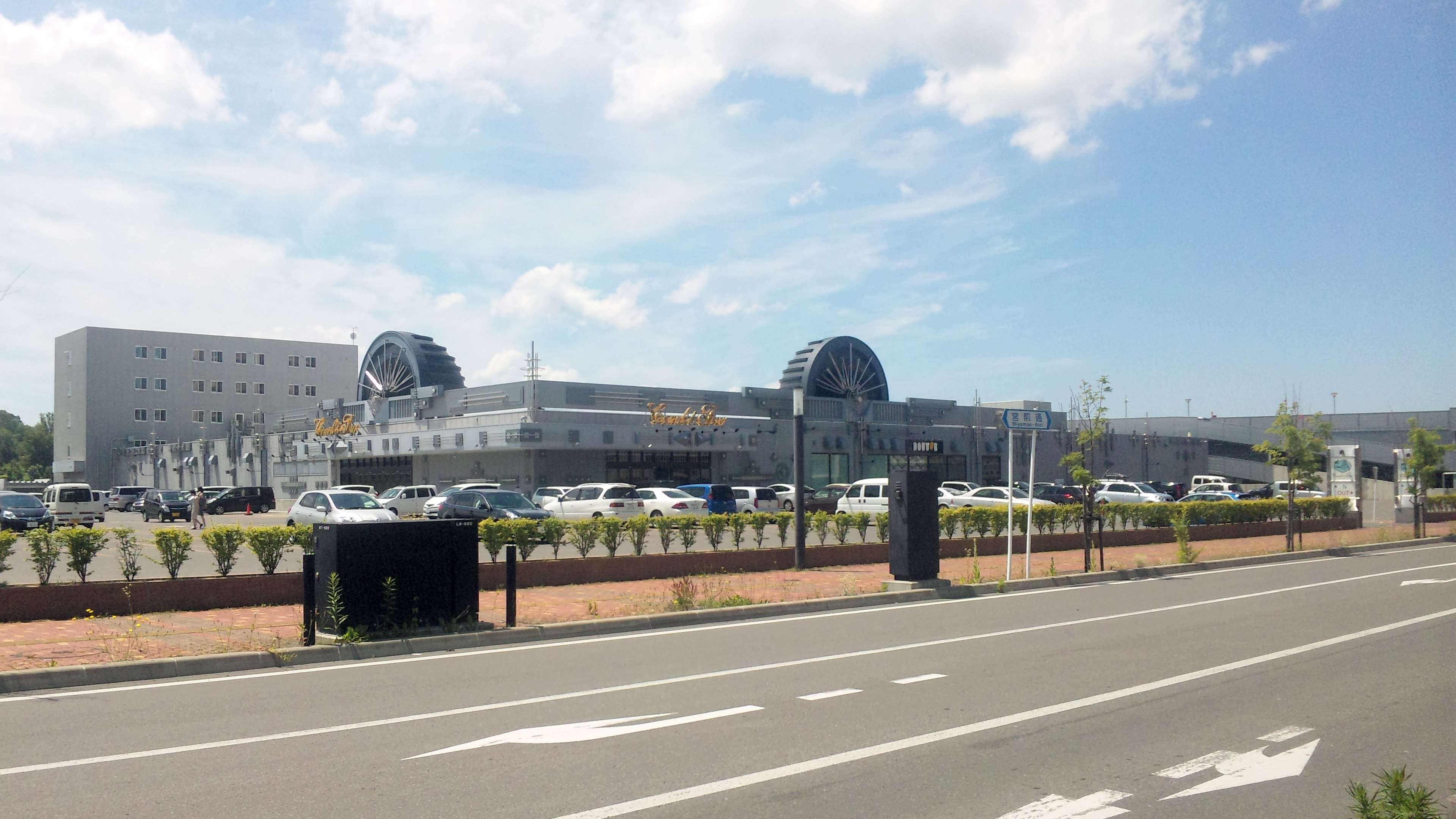
旭川店（2016年6月）
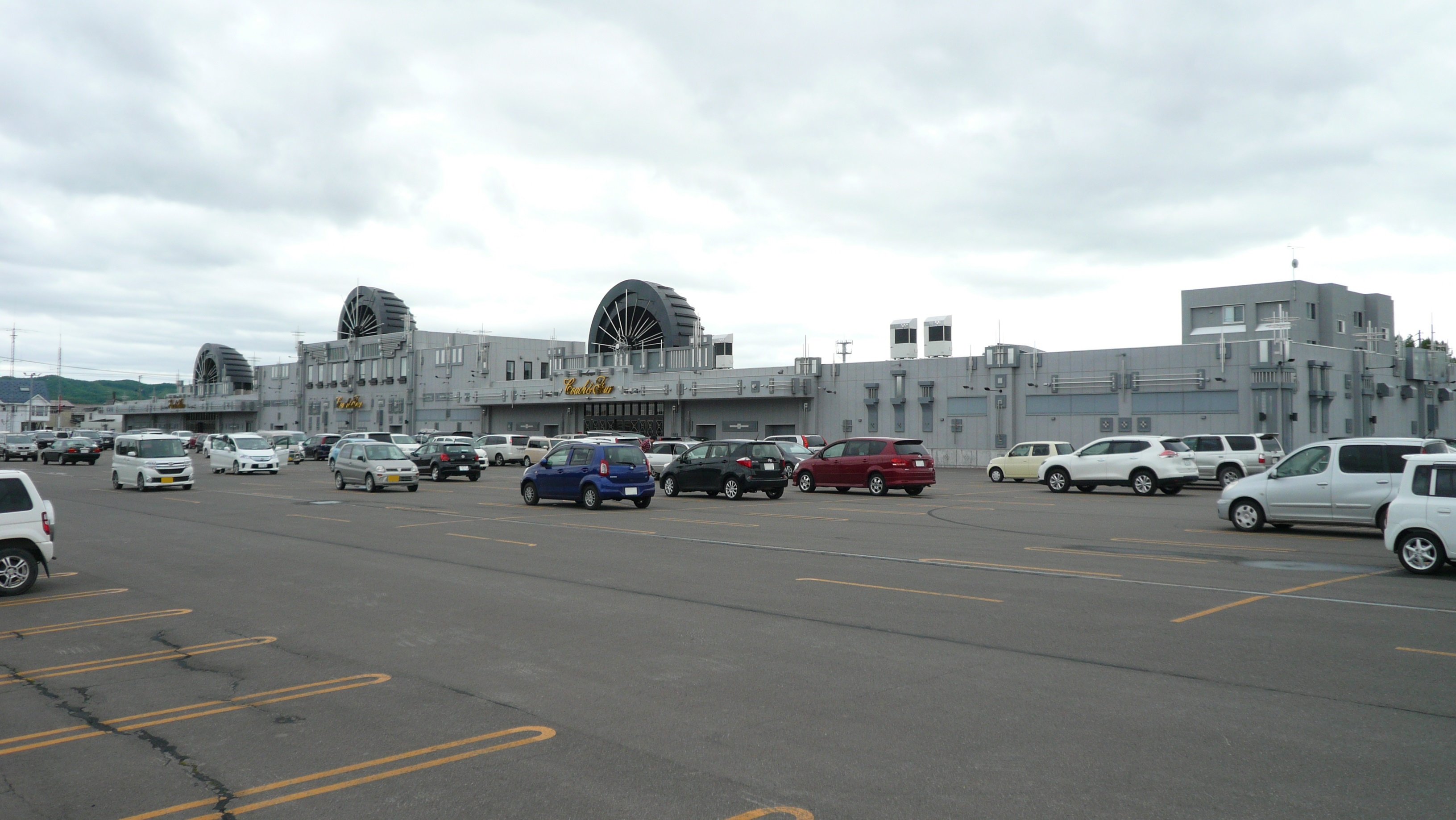
北見店（2016年6月）
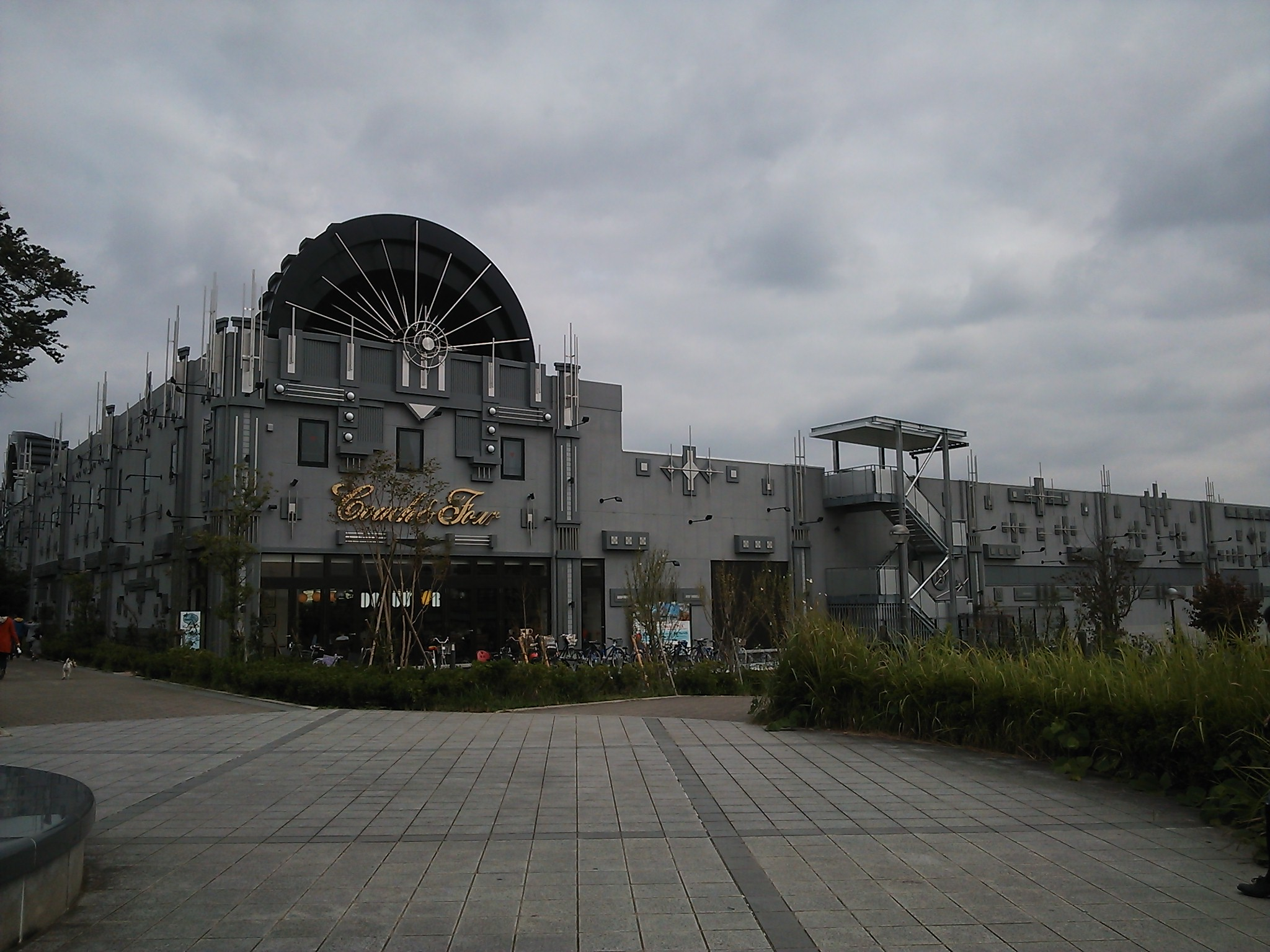
若葉台店（2014年10月）
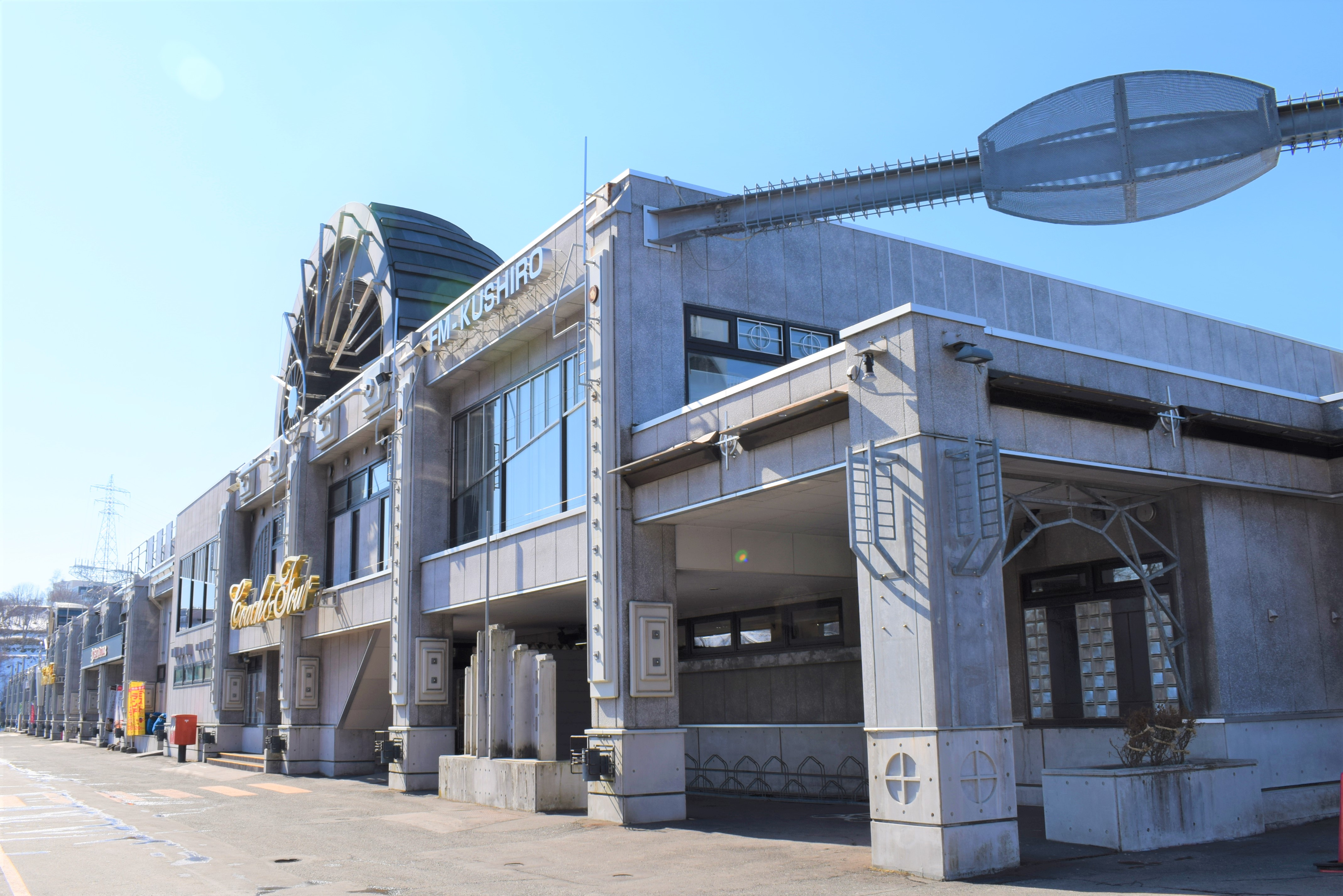
釧路店（2020年2月）

### リラィアブル ブックス
運動公園通り店
- 〒088-0621 北海道釧路郡釧路町桂木3丁目（共栄橋通沿い）
- 中型書店
- 飲食コーナー：ミスタードーナツ（フランチャイズ加盟）
- 2020年1月中旬に閉店した旧レンタルコーナー跡フロアに（旧オリエンタルデパート店閉店以来、約45年ぶりの釧路再出店となる）女性向け洋風雑貨チェーン私の部屋リビング釧路店がテナント入居。
- 営業時間：9:00 - 23:00、年中無休

根室店
- 〒087-0022 北海道根室市昭和町4丁目47
- 営業時間：10:00 - 22:00、年中無休
- 中型書店
- ダスキンリラィアブル根室店併設。

ルート38号店
- 〒084-0906 北海道釧路市鳥取大通9丁目2（国道38号沿い）
- 中型書店
- 飲食コーナー：ミスタードーナツ（フランチャイズ加盟）
- 営業時間：9:00 - 22:00、年中無休
- 2012 - 13年の間に閉店した、TSUTAYA（レンタル）コーナーを利用して店内拡大し、リニューアルオープン。
- 2023年8月20日閉店。跡地にはリサイクルショップ万代が出店。

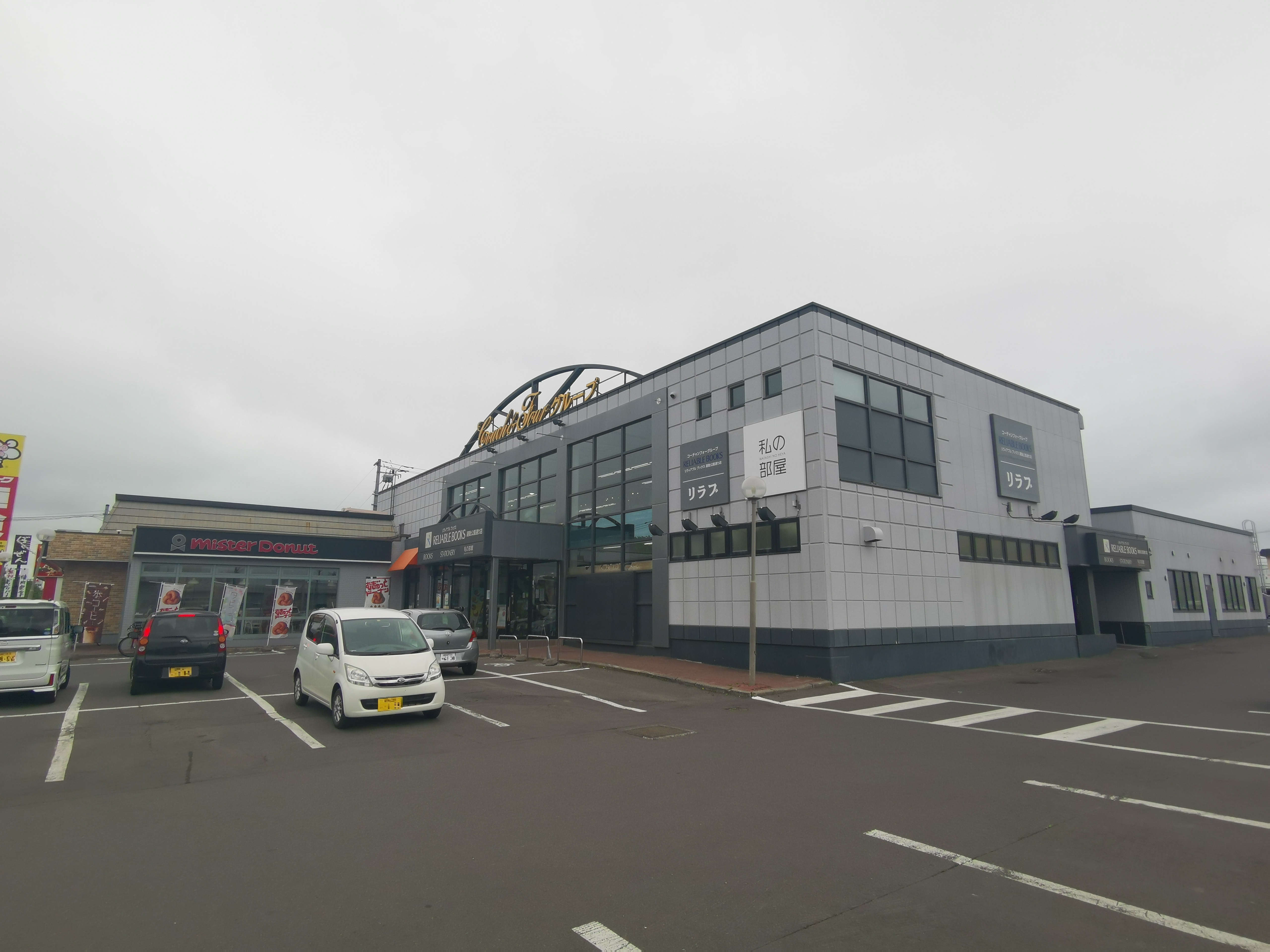
運動公園通り店（2021年7月）
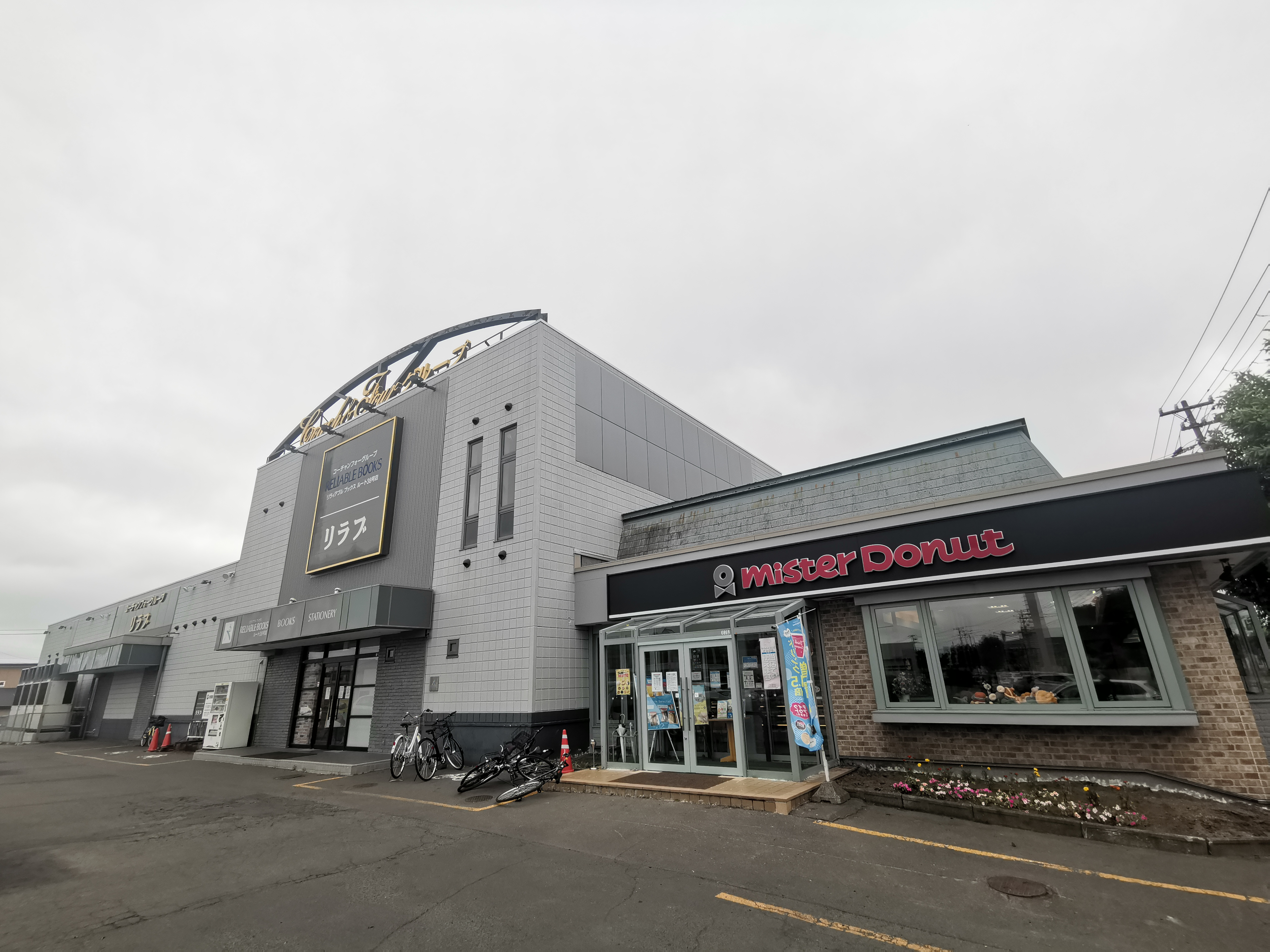
ルート38号店（2021年7月）
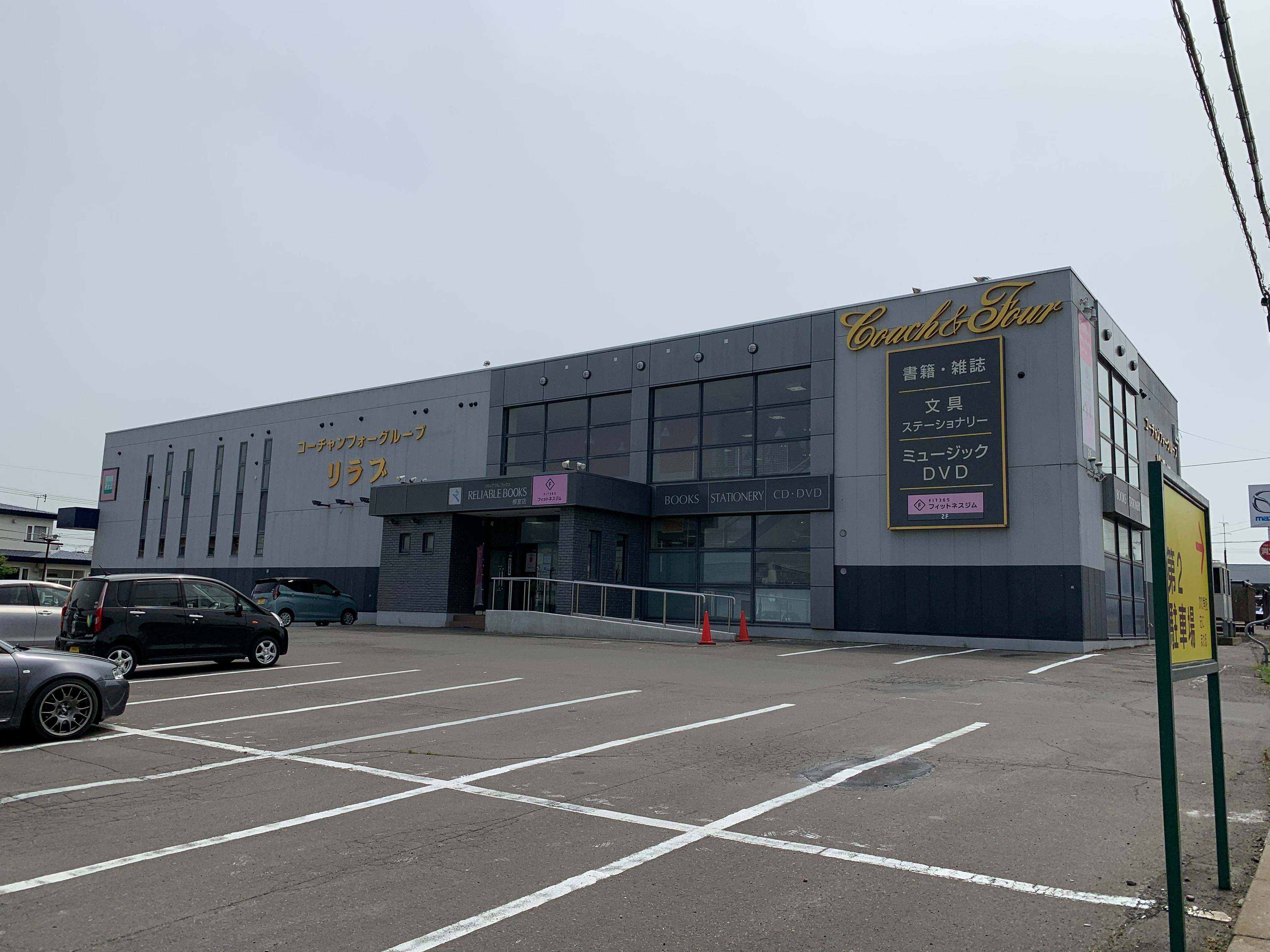
根室店（2021年7月）

## コーチャンフォーポイントカード
各コーナーによりポイントが異なるが、「1ポイント=1円」で清算時に1ポイント単位で利用できる。ポイントは全店舗で利用可。カードの有効期限は最終購入日から1年間となっている。レンタルは、独自のポイントカードサービスがある。
- ポイント付与率[16]
  - 書籍コーナー：税抜100円ごとに1ポイント
  - 文具コーナー：税抜100円ごとに3ポイント
  - CD：税抜100円ごとに5ポイント
  - DVD&Blu-ray：税抜100円ごとに5ポイント
  - 飲食コーナー：税抜100円ごとに2ポイント
  - ゲームコーナー：税抜100円ごとに1ポイント（ゲーム本体は対象外）

## 提供番組
当初は店舗紹介だけのCMであったが、2013年12月よりイメージガールを起用している。本社が北海道にあるため、原則として「北海道出身者で、かつ子供の頃からコーチャンフォーを利用していた」ことを起用の前提条件としている。
初代イメージガールには、札幌市出身でSKE48メンバー（当時）だった東李苑を起用した。東は2017年3月31日にSKE48を卒業したが、4月以降もCMは継続して出演した。2017年8月より東に代わり別海町出身のAKB48メンバー（当時）だった川本紗矢を2代目イメージガールとしてCMに起用した。2018年8月13日からは、SKE48卒業後にCREATIVE OFFICE CUEの所属となった東を再びイメージガールとして起用した。2022年12月からは、札幌市出身で元モーニング娘。の佐藤優樹を3代目イメージガールとして起用した。2024年12月からは、札幌市出身で日向坂46の藤嶌果歩を4代目イメージガールとして起用している。

### 現在
- STV『天気予報』（毎週日曜日 17:25-17:30、2020年4月から）[22]
- HBC『天気予報』（毎週土曜日 9:25 - 9:30、2022年4月から）
- HTB『イチオシ!!』（平日 15:48 - 18:00・ローカルセールス枠）
- AIR-G'『アキオカマサコと月散歩』（毎週火曜日 21:30 - 21:55、2018年4月から）
- AIR-G'『瀬川あやかの笑えば委員会』（毎週土曜日 19:30 - 20:00、2018年4月から）
- NORTH WAVE『東李苑のおしゃべりシフォンケーキ』（毎週金曜 24:00 - 24:30、2018年4月から）

### 過去
- HBC『天気予報』（毎週日曜日 11:40 - 11:45）
- STV『ZIP!』（平日 6:30 - 8:00・ローカルセールス枠）
- STV『月曜から夜ふかし』（毎週月曜日 23:59 - 24:54、ローカルセールス枠、北海道地区のみ）
- AIR-G'スポットCM（18:00時報前）